# The Fortunes of Perkin Warbeck
The Fortunes of Perkin Warbeck: A Romance (La suerte de Perkin Warbeck: Un romance) es una novela histórica de 1830 escrita por Mary Shelley que trata sobre la vida de Perkin Warbeck.

## Temática y argumento
En la novela, Mary Shelley regresó al mensaje de El último hombre sobre que un sistema político ideal es imposible sin un mejoramiento de la naturaleza humana. Esta novela histórica, influenciada por las que fueron escritas por Sir Walter Scott, muestra en forma de ficción la vida de Perkin Warbeck, un aspirante al trono del Rey Enrique VII quien decía ser Ricardo, Duque de York, el segundo hijo del Rey Eduardo IV. Mary Shelley creía que Warbeck realmente era Ricardo y que había escapado de la Torre de Londres. Dota al personaje con características de Percy Bysshe Shelley, retratándolo como «un hombre angelical, incapaz de herir a alguien», quien entra al escenario político llevado por su sensibilidad. Mary parece haberse identificado a ella misma con la esposa de Ricardo, Lady Katherine Gordon, quien sobrevive luego de la muerte de su marido vengándose de quienes habían sido sus enemigos políticos. Lady Gordon demuestra los valores de la amistad, la simplicidad y la igualdad; a través de ella, Mary Shelley ofrece una alternativa femenina al poder político masculino que destruye a Ricardo, además de las típicas novelas históricas que sólo relatan aquellos eventos. Perkin Warbeck tuvo por lo general críticas positivas; en la crítica del periódico Edinburgh Literary Journal, por ejemplo, se dijo que el libro «demuestra el sello de una mente poderosa». Sin embargo, actualmente la novela no es considerada una de las más importantes de Mary Shelley.